# Десмет, Стейн
Стейн Десме́т (нидерл. Stijn Desmet; род. 10 апреля 1998 года, Вилрейк, Бельгия) — бельгийский шорт-трекист, трёхкратный призёр чемпионатов мира 2022 и 2025 годов, призёр чемпионата Европы 2025 года. Окончил Университет Хассельта на факультете промышленной инженерии.

## Биография
Стейн Десмет с раннего детства катался на коньках со своей семьёй, недалеко от Мехелена. Когда его мать, Габи Декмин, которая работала учителем в Мехелене, узнала, что в Вилрейке есть клуб шорт-трека, то отправила его заниматься этим видом спорта в возрасте 10 лет. Он начал заниматься шорт-треком в 2008 году в клубе «Ice Racing Team Antarctica» [IRTA] в Вилрейке.
Стейн и его сестра Ханне Десмет в раннем детстве потеряли отца, поэтому мать их воспитывала одна и поддерживать учёбу и занятия спортом было тяжело. Однако Стейн и Ханне получили некоторую помощь от «Sport Vlaanderen» и BOIC. Свой первый титул он завоевал на чемпионате Бельгии среди мужчин в 2011 году, выиграв 1-е место в общем зачёте. В 2012 году Питер Гизель собрал вокруг себя группу подростков в надежде однажды привести их на Олимпийские игры. Стейн и его сестра переехали в Хасселт для полноценных тренировок.
В апреле 2014 года Стейн выиграл чемпионат Бельгии среди юниоров в общем зачёте. В феврале 2015 года он дебютировал на Кубке мира в Дрездене и в турецком Эрзуруме. Тогда же на юниорском чемпионате мира в Осаке занял 32-е место в общем зачёте многоборья. В марте на чемпионате Бельгии среди юниоров занял 2-е место в общем зачёте. В ноябре 2015 года стал серебряным призёром на юниорском чемпионате Бельгии по многоборью.
В 2016 году Стейн Десмет впервые участвовал в чемпионате Европы в Сочи, где остался на 21-м месте в личном многоборье, а через неделю на юниорском чемпионате мира в Софии в общем зачёте поднялся на 18-е место. В феврале участвовал в зимних юношеских Олимпийских играх в Лиллехаммере и выиграл золотую медаль в смешанной эстафете в составе международной команды и занял 5-е место в беге на 500 м.
На очередном чемпионате мира среди юниоров в Инсбруке в общей классификации занял 26-е место и выиграл чемпионат Бельгии среди юниоров в очередной раз. В 2018 году участвовал вначале в чемпионате Европы в Дрездене, где занял лучшее 13-е место в беге на 1500 м и 25-е место в многоборье, а следом на чемпионате мира в Монреале занял 31-е место в общем зачёте.
На чемпионате Бельгии на отдельных дистанциях выиграл на всех 4-х дистанциях. В декабре 2018 года Десмет занял 4-е место на дистанции 1000 м на Кубке мира в Алматы и вместе с сестрой стал чемпионом Бельгии в многоборье, выиграв все отдельные дистанции. Во время чемпионата Европы в Дордрехте он занял 5-е место на дистанции 500 м, и в общем зачёте остался на 10-м месте, а на чемпионате мира в Софии в многоборье занял 17-е место.
В январе 2020 года на чемпионате Европы в Дебрецене он занял высокое 5-е место в общем зачёте, следом на Кубке мира в Дордрехте впервые выиграл серебро на дистанции 500 м. В 2021 году на чемпионате Европы в Гданьске поднялся на 12-е место, а в марте на чемпионате мира в Дордрехте на дистанции 500 м занял 5-е место и в абсолютном зачёте стал 9-м.
На зимних Олимпийских играх в Пекине в феврале 2022 года Стейн занял 13-е место на дистанции 1500 метров, а 13 февраля стал 14-м дистанции 500 метров. На своей первой дистанции 1000 м 5 февраля был дисквалифицирован в предварительных забегах.
В 2025 году на чемпионате мира в Пекине стал серебряным призёром на дистанции 1500 метров.